# EvoPro Racing
Das Team EvoPro Racing ist ein irisches Radsportteam mit Sitz in Moate.

## Geschichte
Zur Saison 2019 wurde von dem früheren Radrennfahrer Morgan Fox und dem Ex-Präsidenten des irischen Radsportverbandes P. J. Nolan das UCI Continental Team Evo Pro Racing gegründet. Das Team soll die Rolle der beiden 2017 bzw. 2018 aufgelösten irischen Continental Teams An Post-Chain Reaction und  Aqua Blue Sport übernehmen und den irischen Nachwuchs im Radsport fördern. Neben dem irischen Nachwuchs sind aber auch erfahrene Fahrer aus anderen Nationen im Team. Haupteinsatzgebiet ist die UCI Europe Tour.

## Erfolge
2019
| Datum      | Rennen                                  | Kat. | Fahrer         |
| ---------- | --------------------------------------- | ---- | -------------- |
| 16. Juni   | fünfte Etappe Ungarn-Rundfahrt          | 2.1  | Wouter Wippert |
| 11. Mai    | dritte Etappe Rhône-Alpes Isère Tour    | 2.2  | Harry Sweeny   |
| 20. April  | dritte Etappe Banja Luka-Belgrad        | 2.1  | Wouter Wippert |
| 19. April  | zweite Etappe Banja Luka-Belgrad        | 2.1  | Wouter Wippert |
| 18. April  | erste Etappe Banja Luka-Belgrad         | 2.1  | Aaron Gate     |
| 27. Januar | Gesamtwertung New Zealand Cycle Classic | 2.2  | Aaron Gate     |
| 23. Januar | erste Etappe New Zealand Cycle Classic  | 2.2  | Aaron Gate     |
| 19. Januar | Gravel and Tar Classic                  | 1.2  | Luke Mudgway   |

2020
- keine -
2021
- keine -

## Platzierungen in UCI-Ranglisten
UCI Europe Tour
| Saison | Mannschaftswertung | Fahrerwertung         |
| ------ | ------------------ | --------------------- |
| 2019   | 60.                | Wouter Wippert (466.) |
| 2020   | 99.                | Oskar Nisu (520.)     |

UCI-Weltrangliste
| Saison | Mannschaftswertung | Fahrerwertung         |
| ------ | ------------------ | --------------------- |
| 2021   | 82.                | Conn Mc Dunphy (752.) |